# Leyigha jezik
Leyigha jezik (asiga, assiga, ayiga, ayigha, yigha; ISO 639-3: ayi), jezik naroda Ayigha kojim govori 10 000 ljudi (1989) na području nigerijske države Cross River.
Leyigha pripada jezičnoj podskupini legbo, široj skupini cross river.

## Vanjske poveznice
- Ethnologue (14th)
- Ethnologue (15th)